# Косарка

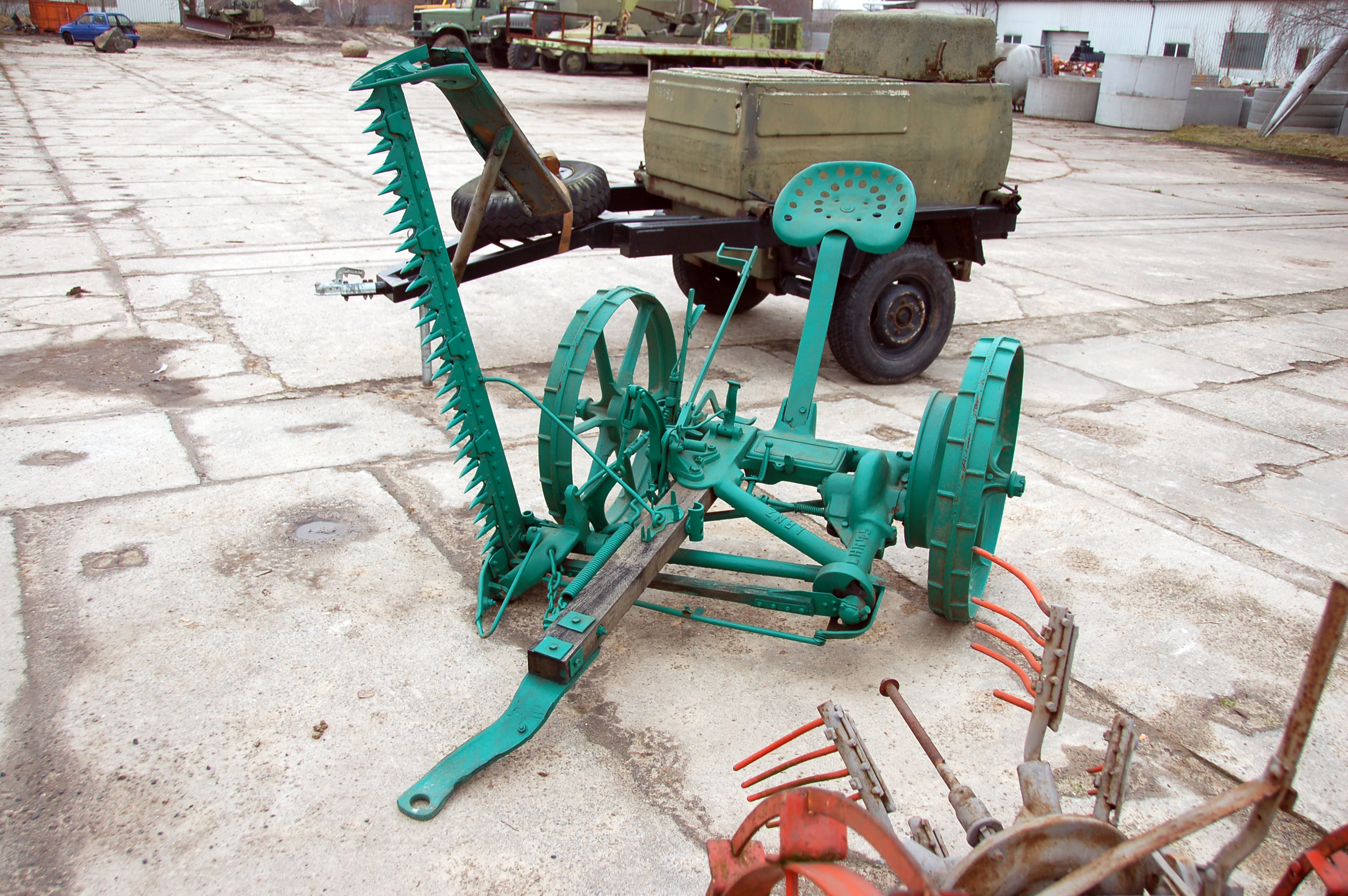
Причіпна кінна косарка

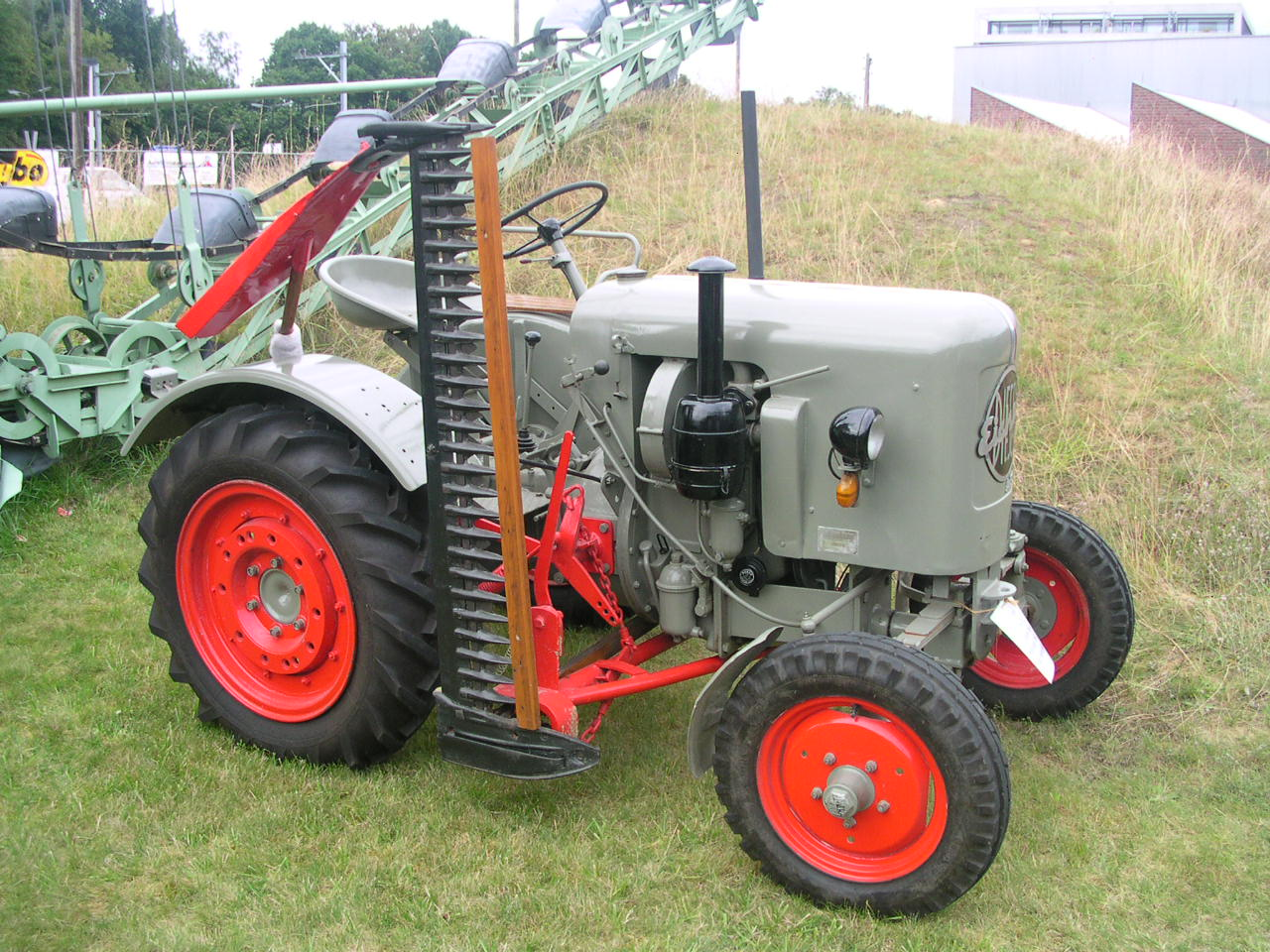
Тракторна косарка з боковим розташуванням і сегментно-пальцевим різальним апаратом

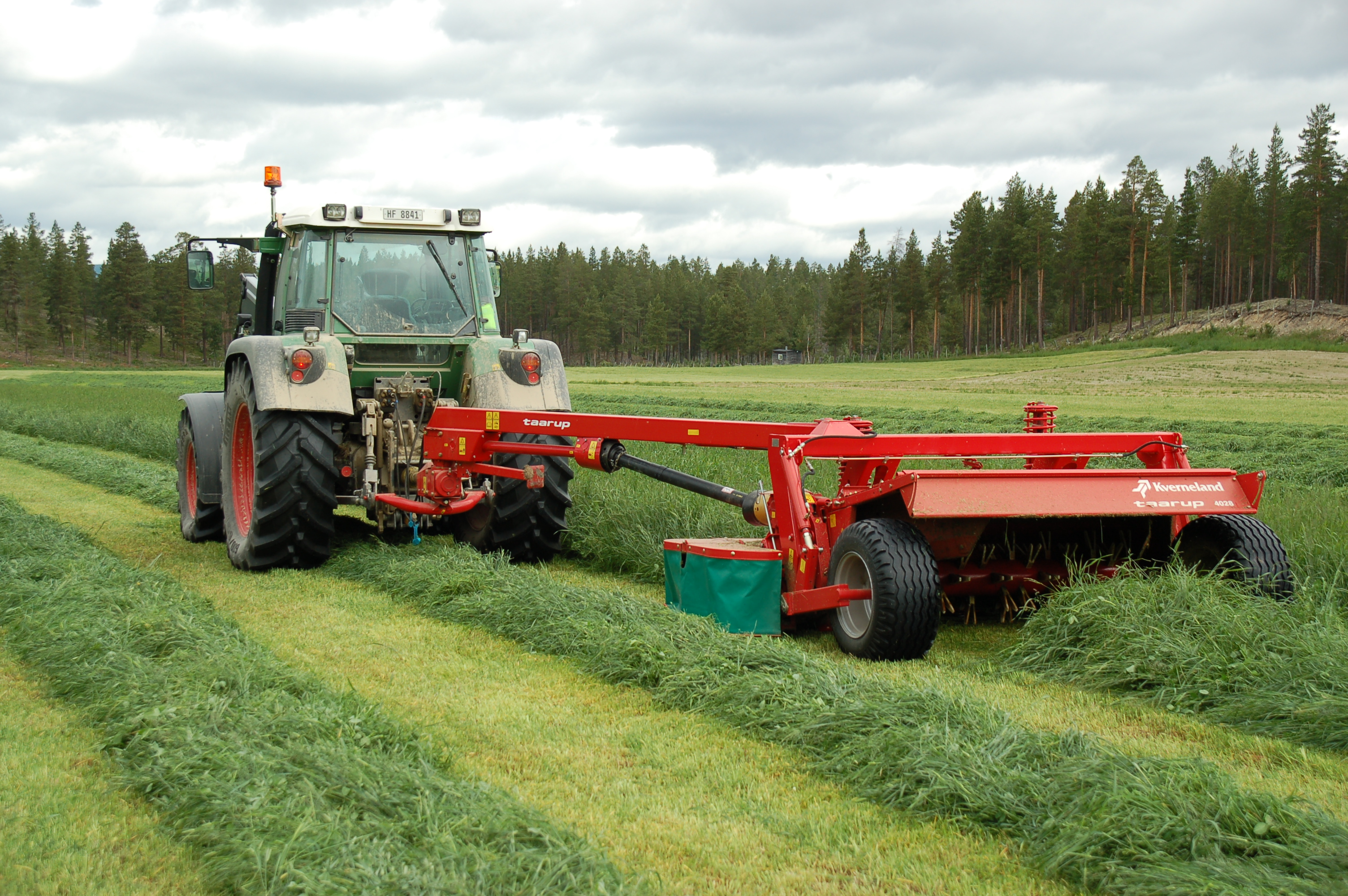
Косарка-кондиціонер з ротаційним різальним апаратом

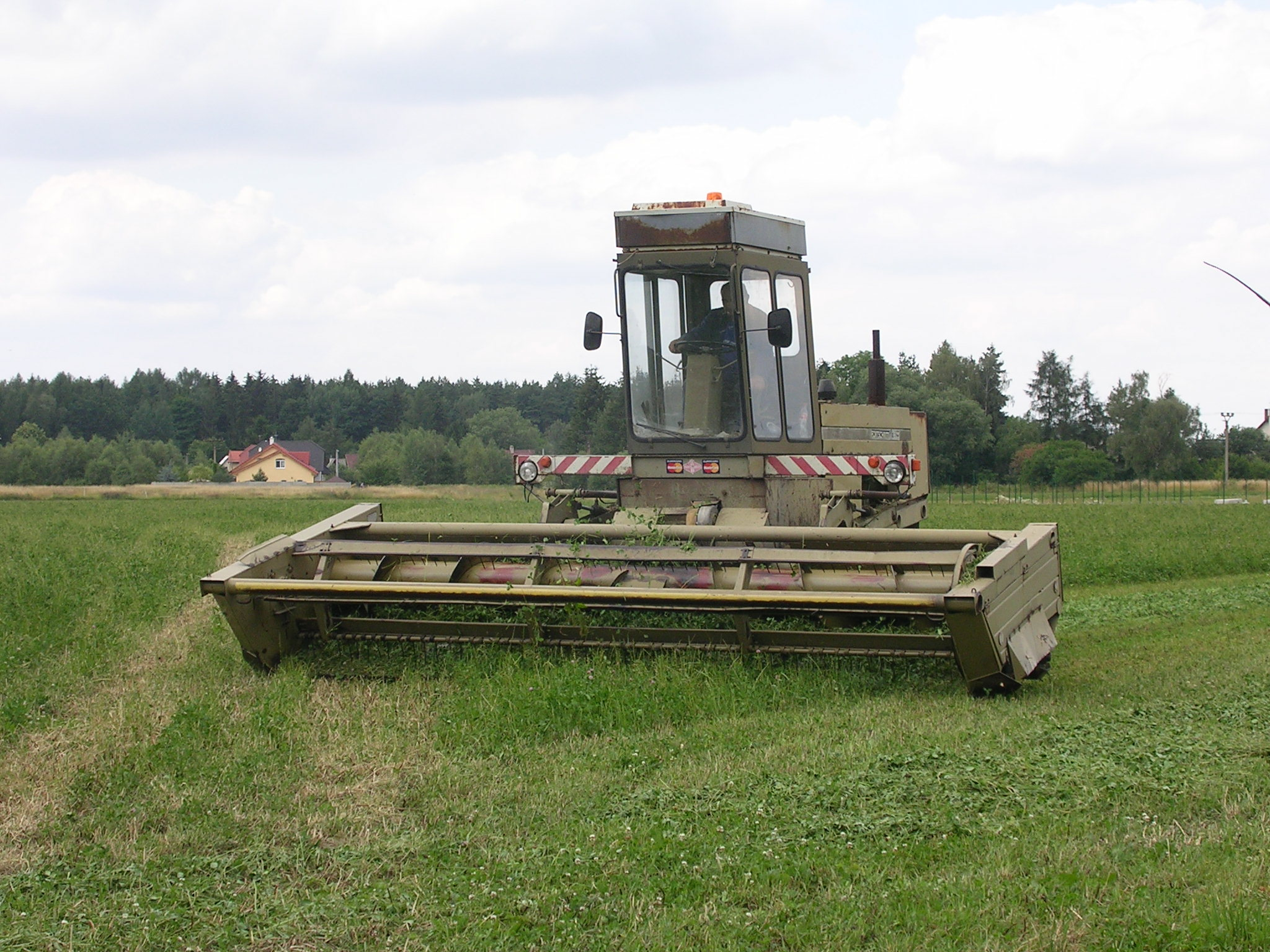
Косарка-плющилка

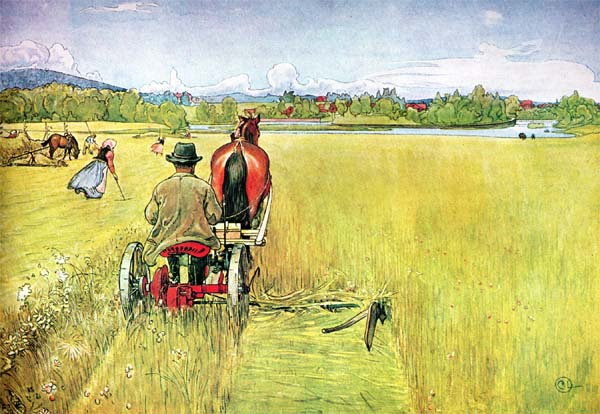
Косіння кінною косаркою (картина Карла Ларссона «Літо»)

Коса́рка, сінокоса́рка — сільськогосподарська машина для косіння трави.
Перші косарки були на кінній тязі і являли собою різновид жниварок. Зараз використовуються тракторні, самохідні і ручні косарки.

## Класифікація
Залежно від способу приведення в рух
- Ручні
- Кінні
- Самохідні
- Тракторні
- Тракторна причіпна жатка
- Косарка-робот

За способом кріплення (агрегатування)
- Причіпні
- Півнавісні
- Навісні

За розташуванням косарки відносно ходового засобу
- Косарки з фронтальним розташуванням (переважно навісні, такі косарки є самохідними);
- Косарки з боковим розташуванням (переважно причіпні і півнавісні).

За типом різального апарата
- Сегментно-пальцеві косарки, що залежно від кількості різальних апаратів можуть бути двох видів:
  - Однобрусові
  - Багатобрусові
- Сегментно-безпальцеві косарки
- Ротаційні косарки, що можуть бути двох видів:
  - Дискові
  - Барабанні

За особливостями технологічного процесу
- Одноопераційні — тільки зрізають траву й укладають її в прокіс
- Двоопераційні (валкові жатки) — зрізають траву й формують валки
- Триопераційні — косарки-плющилки і косарки-кондиціонери
- Чотириопераційні — косарки-подрібнювачі

За призначенням
- Газонокосарка — для косіння газонів. Газонокосарки бувають ручними і самохідними.
- Ціпова косарка[en] — косарка для нерівних ділянок, викошування бур'янів
- Косарка-плющилка
- Косарка-кондиціонер
- Сінокосарка — призначена для скошування трави на сіно

## Конструкція
Основні вузли косарки:
- Рама
- Триточкова система навішування
- Різальний апарат
- Механізм урівноваження різального апарата
- Привод різального апарата (у тракторних косарках ним слугує вал відбору потужності)
- Механізм піднімання різального апарата в транспортне положення

### Різальні апарати
Пальцевий різальний апарат складається з пальцевого бруса і ножа із сегментами. Під час роботи сегменти ножа, який здійснює зворотно-поступальні рухи, перерізають стебла, що потрапили в проміжки між пальцями.
Ротаційний різальний апарат складається з роторів у вигляді дисків чи барабанів. Такими механізмами оснащуються газонокосарки.